# Silvio Noto
Silvio Noto (Bari, 12 giugno 1925 – Roma, 23 ottobre 2000) è stato un attore, doppiatore e personaggio televisivo italiano.

## Biografia
Nasce a Bari il 12 giugno del 1925. Vive per parecchi anni a Castrofilippo (AG) dove il padre esercita la professione di farmacista fino al 1938, anno in cui tutta la famiglia ritorna a Bari. Studente di giurisprudenza e allievo di Aldo Moro all'Università di Bari, nel dopoguerra inizia a lavorare come attore alla radio. Morì a Roma il 23 ottobre 2000 a 75 anni.

## Attività televisiva
Negli anni cinquanta prende parte alle prime trasmissioni televisive, ancora in fase sperimentale, con il programma Casa Serena. Nel 1952 fa parte della Compagnia del teatro comico musicale di Roma della Rai.

### Primo applauso
Nel 1956 prende parte al varietà Primo applauso, programma condotto da Enzo Tortora e Silvana Pampanini e basato sulla ricerca di nuovi talenti dello spettacolo (in cui, tra gli altri, fa il suo esordio il mago Silvan). Nel 1957 è la volta di Album di famiglia, trasmissione nella quale presenta al pubblico televisivo una giovane cantante di nome Mina.

### La popolarità

Nella compagnia del teatro comico musicale di Roma (1952): in piedi Nino Manfredi, Renato Turi, Elio Pandolfi, Silvio Noto, Clely Fiamma, Italo Corelli, Carlo Giuffré, seduti Deddy Savagnone, Wanda Tettoni, Silvio Gigli, Antonella Steni e Giusi Raspani Dandolo

Sempre nello stesso anno Noto ottiene un successo di critica e di pubblico con la trasmissione Telematch condotta insieme a Enzo Tortora e Renato Tagliani. Nel programma, andato in onda dal 1957 al 1958, si distingue per la sua qualità di intrattenitore e di mimo che cattura l'attenzione e la simpatia del pubblico. Nel 1957 conduce, ancora insieme a Tortora, il programma Voci e volti della fortuna abbinato alla Lotteria Italia, che in seguito diventerà un appuntamento fisso con i telespettatori con il nome di Canzonissima.
Nel 1959 partecipa, insieme a Giovanni D'Anzi e all'esordiente Mina, a un ciclo della rubrica pubblicitaria televisiva Carosello pubblicizzando i frigoriferi Atlantic Electric. Negli anni sessanta la popolarità di Silvio Noto tocca il suo apice, particolarmente tra il pubblico giovanile, quando gli viene affidata la conduzione dei programmi Teletris e Telebum.

### L'esilio dal teleschermo
A questi anni di grande celebrità fa seguito per Noto un periodo di "esilio" dagli schermi televisivi.

### Il ritorno in TV

Silvio Noto ed Emma Danieli presentatori del programma televisivo Rai Primo applauso, edizione del 1957.

L'avvento delle emittenti televisive private offre a Silvio Noto l'opportunità di ricomparire sul piccolo schermo, seppure per settori più ristretti di pubblico che però non ha dimenticato la sua bonomia e la sua carica di simpatia. Esordisce presso l'emittente Telecolor di Catania con lo spettacolo televisivo Il Pomofiore, ricalcando il format portato al successo da Lucio Flauto su Antenna 3 Lombardia. Successivamente presenta lo spettacolo Il Milione andato in onda sull'emittente Telecolore di Salerno.
L'ultima fatica televisiva di Silvio Noto risale al 1985, quando presenta su un circuito di emittenti romane un programma di varietà sponsorizzato dal mobiliere Ugo Rossetti. In questo programma esordirono Pamela Prati, Alessia Merz e Moana Pozzi.

## Prosa radiofonica Rai
- Tartarino sulle Alpi di Alphonse Daudet, regia di Nino Meloni, trasmessa il 1º marzo 1957.
- Il Lobbia, rivista di Carlo Manzoni, regia di Nino Meloni, Secondo programma, Compagnia del teatro comico musicale di Roma, trasmessa il 20 luglio 1960.

## Il cinema
All'attività televisiva e radiofonica Silvio Noto ha alternato partecipazioni in ruoli minori ad alcuni film, attività che continuerà sporadicamente fino agli anni settanta, quando appare nel film a luci rosse Le calde notti di Caligola, girato nel 1977, nel "cameo" del personaggio di "Silvius Notus".

## Filmografia
- Alina, regia di Giorgio Pàstina (1950)
- L'eroe sono io, regia di Carlo Ludovico Bragaglia (1951)
- Non ho paura di vivere, regia di Fabrizio Taglioni (1952)
- Io, Amleto, regia di Giorgio Simonelli (1952)
- Addio, figlio mio!, regia di Giuseppe Guarino (1952)
- Canzone d'amore, regia di Giorgio Simonelli (1954)
- Ragazzi della Marina, regia di Francesco De Robertis (1958)
- La cento chilometri, regia di Giulio Petroni (1959)
- Psicanalista per signora (Le confident de ces dames), regia di Jean Boyer (1959)
- Nerone '71, regia di Walter Filippi (1962)
- I nuvoloni, regia di Amasi Damiani (1964)
- Italiani! È severamente proibito servirsi della toilette durante le fermate, regia di Vittorio Sindoni (1969)
- Sedia elettrica, regia di Demofilo Fidani (1969)
- Crescete e moltiplicatevi, regia di Giulio Petroni (1973)
- La legge della Camorra, regia di Demofilo Fidani (1973)

## Doppiaggio
Silvio Noto ha anche lavorato in qualità di doppiatore cinematografico, per la compagnia SAS, prestando la sua voce ad attori stranieri e italiani, nonché a vari personaggi dei cartoni animati. Alcuni esempi:

### Film
- Walter Barnes in Filo da torcere
- Luciano Pigozzi in Il corsaro nero
- Tony Burton in Rocky
- Royal Dano in La stella di latta
- Philippe Desboeuf in Tre donne immorali?
- Emilio Fernández in Il mucchio selvaggio
- Roscoe Lee Browne in I cowboys
- Kenneth Mars in Per favore, non toccate le vecchiette
- Yoshifumi Tajima in Gli eredi di King Kong
- Eijirô Tono in Tora! Tora! Tora!
- Macon McCalman in Un tranquillo weekend di paura
- Gino Buzzanca in I due mafiosi
- François Périer in Le notti di Cabiria
- Leonardo Marino in Pizza Connection
- Lonny Chapman in La notte dell'agguato

### Cartoni animati
- Bluto in Collericamente vostro Braccio di Ferro e Le nuove avventure di Braccio di Ferro
- Il druido Panoramix nel film d'animazione Le dodici fatiche di Asterix
- Il professor Crash-Crash nei cartoni del "Braccobaldo Show", primi anni '60